# Liga Venadense de Fútbol
La Liga Venadense de Fútbol (cuyas siglas son LVFB) es una de las Ligas regionales de fútbol en Argentina y es una entidad que aglutina y organiza la práctica deportiva del fútbol oficial en la ciudad de Venado Tuerto. Además, participan equipos de las localidades de Villa Cañas, Santa Isabel, Rufino, Teodelina, Elortondo, María Teresa, Sancti Spiritu, Amenábar, Murphy, Carmen, Hughes, Maggiolo, Melincue, Chapuy, Chovet y San Eduardo.

## Historia
La Liga Venadense de Fútbol fue fundada el 18 de mayo de 1923 en la ciudad de Venado Tuerto, Argentina. En la reunión fundacional participaron los señores Emilio H. Demichellis, Eugenio Olevich, Germán Gianetto, J. A. Olivera, Germán Molina Izarra, Antonio Giannini, Felipe Vila, Antonio Gianetto, Hilario Rincón y Germán Sarbach, quienes actuaron como delegados de los clubes Ferrocarril Central Argentino, Jorge Newbery, Casa Sarbach y Centenario Foot-Ball Club. Con amplios poderes para organizar una liga regional, la propuesta quedó formalizada ese mismo día.
La primera comisión directiva estuvo integrada por Germán Sarbach (presidente), Eugenio Olevich (vicepresidente), Emilio Manzini (secretario), J. A. Olivera (prosecretario), Felipe Vila (tesorero) y Germán Molina (protesorero). Como vocales participaron Antonio y Germán Gianetto, Hilario Rincón, Emilio H. Demichellis, F. Azcoaga y Antonio Giannini.
Los clubes fundadores, todos ellos de Venado Tuerto, fueron los siguientes:
Casa Sarbach, representado por Antonio Giannini, Felipe Vila, Antonio Giannini y Roberto Calace Bennet.
Ferrocarril Central Argentino, representado por Eugenio Olevich, Emilio Manzini y Emilio H. Demichellis.
Club Atlético Jorge Newbery, representado por Germán Molina Izarra, G. Gianetto, J. A. Olivera, Carlos Avoguadra y Nelo Giannechinni.
Centenario Foot-Ball Club, representado por José A. Cavoret, Hilario Rincón, Germán Sarbach y F. Azcoaga.
El primer encuentro interligas organizado por la entidad se disputó el 12 de octubre de 1923 frente a un combinado de la Liga de Pergamino. El partido finalizó igualado, con tantos para la Venadense anotados por Passi y Di Veltz. La alineación de la Liga Venadense estuvo conformada por V. Ballesteros, F. Cibelli, E. Cumino, C. Palanca, J. Lalla, P. Ceppi, M. Bustos, A. Passi, A. Gianinni, E. Di Veltz y F. Ibáñez. En el equipo de Pergamino se destacó la participación del padre de Mario Papa, quien años después jugaría en San Lorenzo de Almagro. El árbitro fue Ramón Aurelio Sánchez, y la recaudación alcanzó los 302 pesos moneda nacional. El trofeo en disputa tenía un valor estimado de 47 pesos.
En junio de 1929, la Liga Venadense recibió la visita del Club Atlético Tigre, equipo profesional de Buenos Aires, que disputó un encuentro amistoso en la cancha de Sportivo Sarbach. El partido finalizó 1-1, con goles de Costa para la Liga Venadense y J. Haedo para Tigre. El árbitro fue el Sr. Rincón. La formación local incluyó a Basílico, Puñet, Del Cerro, Narvaiz, Oyola, Muriado, Bustos, Costa, Taurizano, Bustos y Quevedo. Por su parte, Tigre alineó a Lemonier, Carmona, Cuello, Simons, Dañil, Giulidore, Heissinger, J. Haedo, Marinari, A. Haedo y Sánchez.
A lo largo de su historia, la sede de la Liga Venadense tuvo diferentes ubicaciones: inicialmente funcionó en Iturraspe 945 (1930), luego se trasladó a Belgrano 128 y, actualmente, se encuentra en Roca 628, siempre en la ciudad de Venado Tuerto.
En 1957, la Liga Venadense obtuvo el título de campeona de la provincia de Santa Fe en las eliminatorias previas del Campeonato Argentino de Ligas, accediendo así a representar a la provincia en la etapa nacional. En Buenos Aires, en el estadio de Huracán, enfrentó a la selección de Misiones, empatando 3-3, pero quedó eliminada por el criterio de mayor cantidad de tiros de esquina a favor del rival, método de desempate vigente en la época. Los goles venadenses fueron obra de A. Baiochi, Pedro Rossi y Cerquetella. El equipo formó con Coego, Saura, Juan Funes, Paulini, Alanís, Canullán, Cerquetella, Baiochi, Rossi, Feijoó y Morales (posteriormente ingresó Cechetti). El entrenador fue Antonio Morales, el masajista L. Llagogna, y los suplentes fueron Armenti, Domingo Simione, Rafael Freyre y Eduardo Gómez.
El 1 de septiembre de 1968 se realizó un acto en homenaje a José Bighi, quien cumplía 25 años como presidente de la institución, cargo que había asumido en 1943. Bighi continuó al frente de la Liga hasta 1980, totalizando 37 años de gestión consecutiva, uno de los mandatos más extensos registrados en el fútbol regional argentino.

## Equipos participantes

### Primera División A
| Equipo                                         | Ciudad        | Año de Fundación | Provincia |
| ---------------------------------------------- | ------------- | ---------------- | --------- |
| Club Deportivo San Jorge                       | Carmen        | 1953             | Santa Fe  |
| Club Atlético Elortondo                        | Elortondo     | 1918             | Santa Fe  |
| Centenario Foot-Ball Club Cultural y Deportivo | Venado Tuerto | 1910             | Santa Fe  |
| Club Atlético Peñarol                          | Elortondo     | 1922             | Santa Fe  |
| Hughes Foot-Ball Club                          | Hughes        | 1927             | Santa Fe  |
| Centro Recreativo Unión y Cultura              | Murphy        | 1925             | Santa Fe  |
| Club Sportivo Bernardino Rivadavia             | Venado Tuerto | 1932             | Santa Fe  |
| Nueva Era Sporting Club                        | María Teresa  | 1961             | Santa Fe  |
| Círculo Social y Deportivo General Belgrano    | Santa Isabel  | 1916             | Santa Fe  |
| Club Sportivo Juventud Unida                   | Santa Isabel  | 1926             | Santa Fe  |
| Club Pro Educación Física Matienzo             | Rufino        | 1920             | Santa Fe  |
| Teodelina Foot-Ball Club                       | Teodelina     | 1922             | Santa Fe  |
| Club Atlético Jorge Newbery                    | Venado Tuerto | 1917             | Santa Fe  |
| Club Sportivo Juventud Pueyrredón              | Venado Tuerto | 1955             | Santa Fe  |
| Club Studebaker Mutual Social y Biblioteca     | Villa Cañás   | 1920             | Santa Fe  |
| Sportsman Club Social y Deportivo              | Villa Cañás   | 1919             | Santa Fe  |
| Los Andes Foot-Ball Club                       | San Eduardo   | 1918             | Santa Fe  |

### Primera División B
| Equipo                                           | Ciudad         | Año de Fundación | Provincia |
| ------------------------------------------------ | -------------- | ---------------- | --------- |
| Club Atlético Independiente                      | Amenábar       | 2012             | Santa Fe  |
| Club Social y Deportivo Chapuy                   | Chapuy         | 1943             | Santa Fe  |
| Club Atlético San Martín                         | Chovet         | 1950             | Santa Fe  |
| Club Sportivo Sarmiento                          | Maggiolo       | 1922             | Santa Fe  |
| Club Sportivo                                    | María Teresa   | 1960             | Santa Fe  |
| Belgrano Foot-Ball Club                          | Sancti Spiritu | 1932             | Santa Fe  |
| Club Náutico                                     | Melincué       | 1942             | Santa Fe  |
| Sportivo Ben Hur                                 | Rufino         | 1919             | Santa Fe  |
| Club Atlético Jorge Newbery                      | Rufino         | 1917             | Santa Fe  |
| Club Atlético Central Argentino                  | Venado Tuerto  | 1924             | Santa Fe  |
| Club Social y Deportivo Ciudad Nueva             | Venado Tuerto  | 1982             | Santa Fe  |
| Club Sportivo Avellaneda                         | Venado Tuerto  | 1940             | Santa Fe  |
| Defensores Talleres Social, Cultural y Deportivo | Venado Tuerto  | 1959             | Santa Fe  |
| Sacachispa Foot-Ball Club                        | Venado Tuerto  | 1957             | Santa Fe  |
| Independiente Foot-Ball Club                     | Villa Cañás    | 1926             | Santa Fe  |
| Club Sportivo Sancti Spíritu                     | Sancti Spíritu | 1916             | Santa Fe  |
| Racing Club                                      | Teodelina      | 1949             | Santa Fe  |
| Club Atlético Sportsman Carmelense               | Carmen         | 1917             | Santa Fe  |
| Club Social y Deportivo Belgrano                 | Rufino         | 1949             | Santa Fe  |

## Estadísticas generales

### Campeonato de Primera División

#### Años 1920s
- 1924: Centenario
- 1925: Casa Sarbach
- 1926: Jorge Newbery (VT)
- 1927: Casa Sarbach
- 1928: Casa Sarbach
- 1929: Atlético Maggiolo

#### Años 1930s
- 1930: Jorge Newbery (VT)
- 1931: Nacional (hoy Peñarol)
- 1932: Nacional (hoy Peñarol)
- 1933: Nacional (hoy Peñarol)
- 1934: Centenario
- 1935: Centenario
- 1936: Atlético Elortondo
- 1937: Atlético Elortondo
- 1938: Sarmiento
- 1939: Jorge Newbery (VT)

#### Años 1940s
- 1940: Sarmiento
- 1941: Jorge Newbery (VT)
- 1942: Los Andes
- 1943: Juventud Unida
- 1944: Centenario
- 1945: Jorge Newbery (VT)
- 1946: Sportsman
- 1947: Jorge Newbery (VT)
- 1948: Jorge Newbery (VT)
- 1949: Centenario

#### Años 1950s
- 1950: Jorge Newbery (VT)
- 1951: Belgrano Juniors
- 1952: (Desierto)
- 1953: Sp. Carmelense
- 1954: Belgrano Juniors
- 1955: Sp. Carmelense
- 1956: (Desierto)
- 1957: Sp. Carmelense
- 1958: Sp. Sancti Spíritu
- 1959: Juventud Unida

#### Años 1960s
- 1960: Sportsman
- 1961: Unión y Cultura
- 1962: Atlético Elortondo
- 1963: San Martín
- 1964: Atlético Elortondo
- 1965: Centenario
- 1966: San Martín
- 1967: San Martín
- 1968: San Martín
- 1969: Sp. Rivadavia

#### Años 1970s
- 1970: Sp. Rivadavia
- 1971: Unión y Cultura
- 1972: Centenario
- 1973: Racing Club
- 1974: Sp. Carmelense
- 1975: Central Argentino
- 1976: Studebaker
- 1977: Central Argentino
- 1978: Central Argentino
- 1979: Sp. Carmelense

#### Años 1980s
- 1980: Unión y Cultura
- 1981: Unión y Cultura
- 1982: Avellaneda
- 1983: Talleres
- 1984: Peñarol
- 1985: Peñarol
- 1986: Sportsman
- 1987: Biblioteca Ameghino
- 1988: Biblioteca Ameghino
- 1989: Teodelina FBC

#### Años 1990s
- 1990: Sp. Ben-Hur
- 1991: Sp. Ben-Hur
- 1992: Independiente
- 1993: Independiente
- 1994: Jorge Newbery (R)
- 1995: Racing Club
- 1996: Teodelina FBC
- 1997: Peñarol
- 1998: Peñarol
- 1999 Ap: San Martín
- 1999 Cl: Belgrano

#### Años 2000s
- 2000: Independiente
- 2001: Unión y Cultura
- 2002: Unión y Cultura
- 2003: Unión y Cultura
- 2004: Sarmiento
- 2005: Sarmiento
- 2006: Jorge Newbery (VT)
- 2007: Teodelina FBC
- 2008: General Belgrano
- 2009: Jorge Newbery (VT)

#### Años 2010s
- 2010: Jorge Newbery (VT)
- 2011: Studebaker
- 2012: Juventud Unida
- 2013: Sp. Rivadavia
- 2014: Juventud Unida
- 2015: Sp. Rivadavia
- 2016: Sp. Rivadavia
- 2017: Sp. Rivadavia
- 2018: Teodelina FBC
- 2019: Studebaker

#### Años 2020s
- 2020: (Desierto por pandemia)
- 2021: Juventud Unida
- 2022: Juventud Pueyrredón
- 2023: Jorge Newbery (VT)
- 2024: Atlético Elortondo

### Campeonato de Primera B

#### Años 1980s
- 1987: Ben Hur (Rufino)
- 1988: Centenario (Venado Tuerto)
- 1989: Rivadavia (Venado Tuerto)

#### Años 1990s
- 1990: Juventud Unida (Santa Isabel)
- 1991: Jorge Newbery (Venado Tuerto)
- 1992: Avellaneda (Venado Tuerto)
- 1993: Belgrano (Sancti Spíritu)
- 1994: Sarmiento (Maggiolo)
- 1996: Unión y Cultura (Murphy)
- 1997: Rivadavia (Venado Tuerto)
- 1998: San Martín (Chovet)
- 1999: Ciudad Nueva (Venado Tuerto)

#### Años 2000s
- 2007: Jorge Newbery (Venado Tuerto)
- 2008: Juventud Pueyrredón (Venado Tuerto)
- 2009: Matienzo (Rufino)

#### Años 2010s
- 2010: Hughes FBC (Hughes)
- 2011: Central Argentino (Venado Tuerto)
- 2012: Hughes FBC (Hughes)
- 2013: Sportivo Ben Hur (Rufino)
- 2014: Sportsman (Villa Cañás)
- 2015: Club San Jorge (Carmen)
- 2016: Club Náutico (Melincué)
- 2017: Sportivo Ben Hur (Rufino)
- 2018: Matienzo (Rufino)
- 2019: Sportsman (Villa Cañás)

#### Años 2020s
- 2020: (Desierto por pandemia)
- 2021: Rivadavia (Venado Tuerto)
- 2022: Sportivo Sancti Spíritu
- 2023: Racing Club (Teodelina)
- 2024: Centenario (Venado Tuerto)

### Copa de campeones
2023: Juventud Pueyrredón (Venado Tuerto)

### Copa de los 100 años/Copa Liga Venadense de Foot-Ball
2023: Juventud Pueyrredón (Venado Tuerto)
2024: Atlético Elortondo

### Campeones copa de oro
1981: PEF Matienzo.
1982: Sp.Sancti Spiritu.
1983: Atl.Central Argentino.
1985: Atl.Jorge Newbery (VT).
1987: Atl.Central Argentino.
1987: C.R.Unión y Cultura.
1988: Atl.Central Argentino.
1992/93 : Atl.San Martín.
1993/94 : Atl.Jorge Newbery (VT).
1996: Belgrano FBC.
1997: Def.Talleres.
1998: Atl.Jorge Newbery (R)
1999: Belgrano F.B.C.
2002: Sp.Ciudad Nueva
2003: Centenario F.B.C

### Por equipo
Jorge Newbery VT (12)
1926, 1930, 1939, 1941, 1945,
1947, 1948, 1950, 2006, 2009,
2010, 2023
Centenario (7)
1924, 1934, 1935, 1944, 1949,
1965, 1972
Unión y Cultura (7)
1961, 1971, 1980, 1981, 2001,
2002, 2003
Rivadavia (6)
1969, 1970, 2013, 2015, 2016,
2017
Carmelense (5)
1953, 1955, 1957, 1974, 1979
San Martin (5)
1963, 1966, 1967, 1968, 1999
Juventud Unida (5)
1943, 1959, 2012, 2014, 2021
Atlético Elortondo (5)
1936, 1937, 1962, 1964, 2024
Peñarol Elortondo (4)
1984, 1985,
1997, 1998
Sarmiento (4)
1938, 1940, 2004, 2005
Teodelina FBC (4)
1989, 1996, 2007, 2018
Nacional (Actual Peñarol) (3)
1931, 1932, 1933
Casa Sarbach (3)
1925, 1927, 1928
Central Argentino (3)
1975, 1977, 1978
Sportsman CSD (3)
1946, 1960, 1986
Independiente VC (3)
1992, 1993, 2000
Studebaker (3)
1976, 2011, 2019
Belgrano JRS (2)
1951, 1954
Biblioteca Ameghino (2)
1987, 1988
SP Ben hur (2)
1990, 1991
Racing Club (2)
1973, 1995
Atlético Maggiolo (1)
1929
Los Andes (1)
1942
SP Sancti Spiritu (1)
1958
Avellenada (1)
1982
Defensores de Talleres (1)
1983
Jorge Newbery R (1)
1994
General Belgrano (1)
2008
Juventud Puyrredon (1)
2022

## Resumen de Títulos
- 12 Jorge Newbery (Venado Tuerto)
- 7 Unión y Cultura (Murphy)
- 7 Peñarol (Elortondo)
- 7 Centenario (Venado Tuerto)
- 6 Sp. Rivadavia (Venado Tuerto)
- 5 San Martín (Chovet)
- 5 Sp. Carmelense (Carmen)
- 5 Juventud Unida (Santa Isabel)
- 5 Atlético Elortondo (Elortondo)
- 4 Teodelina FBC (Teodelina)
- 4 Sarmiento (Maggiolo)
- 3 Club Studebaker M.SyB (Villa Cañas)
- 3 Independiente (Villa Cañas)
- 3 Central Argentino (Venado Tuerto)
- 3 Sportsman (Villa Cañas)
- 3 Casa Sarbach (Venado Tuerto)
- 2 Racing Club (Teodelina)
- 2 Sp. Ben-Hur (Rufino)
- 2 Biblioteca Ameghino (Venado Tuerto)
- 2 Belgrano Juniors (Arias)
- 1 Juventud Pueyrredón (Venado Tuerto)
- 1 General Belgrano (Santa Isabel)
- 1 Jorge Newbery (Rufino)
- 1 Talleres (Venado Tuerto)
- 1 Avellaneda (Venado Tuerto)
- 1 Los Andes (San Eduardo)
- 1 Atlético Maggiolo (Maggiolo)
- 1 Sportivo (Sancti Spíritu)

## Mesa Directiva
- PRESIDENTE: Sr. Jorge Enrique Bournot
- VICE-PRESIDENTE: Sr. Dionisio Torres
- SECRETARIO: Sr. Julio Pérez
- PRO-SECRETARIO: CPN. Juan Fuentes
- TESORERO: Sr. Darío Fernández
- PRO-TESORERO: Sr. Aldo Cabana
- SUPLENTES: Sr. Mario A Marcaccini - Sr. Elvio Román
- SINDICO TITULAR: CPN. Gustavo Salcedo
- SINDICO SUPLENTE:
- ASESOR LETRADO: Dr. Arsenio Domínguez
- SECRETARIO GERENTE: Sr. Carlos Jordán
- SECRETARIOS ADMINISTRATIVOS: Sr. Santiago Mus - Srta. Gisela Canetelli

### Tribunal de Penas
- PRESIDENTE: Dr. Cristian Torancio
- VICE-PRESIDENTE: Dr. Eduardo Marcaccini
- SECRETARIO: Dra. Mariela Rivoira
- SUPLENTE: Dr. Raúl Belligotti - Dr. Jesús Freyre